# Lennart Guldbrandsson
Lennart Sven Göran Guldbrandsson, född 12 april 1974 i Längbro församling i Örebro län, är en svensk manusförfattare, författare och omslagsillustratör.
Lennart Guldbrandsson växte upp i Östansjö i Hallsbergs kommun och utbildade sig på den tvååriga manuslinjen på Institutet för högre TV-utbildning i Göteborg 2000–2001.
Guldbrandsson var ordförande i Wikimedia Sverige 2007–2011. Han har även i andra roller deltagit i kampanjer och projekt för en friare upphovsrätt och bevarande av kulturarv.

## Verk i urval
Källa:
- Manusförfattarens guide – från skrivkramp till element x: sjutton artiklar om berättartekniker för proffs och amatörer, Vulkan 2007,  ISBN 9789163770074
- Så fungerar Wikipedia: allt du behöver veta om hur man bidrar, om kritiken och kvalitetssatsningarna, Hexa förlag, Ronneby 2008, ISBN 9789197710947
- Landet Mythia: en julkalenderroman, Vulkan, Stockholm 2008 (med Mona Durefelt)
- Ur arkitektens arkiv: tidiga fotografier i den Gegerfeltska fotosamlingen, Regionarkivet Västra Götaland/Wikimedia Sverige), Göteborg 2010, ISBN 978-91-633-6228-6 (med Stefan Högberg)
- Skriv som ett proffs, Vulkan 2014, ISBN 9789188257727
- Författarens idébok, Element X 2016, ISBN 9789198344431
- Dagarna jag dog, Element X 2016, ISBN 9789198344400 (e-bok)
- bokserien Tre hattar, författad tillsammans med Kim Kimselius och Kristina Svensson:
  - 10 misstag författare gör, Roslagstext: Eringsboda 2016, ISBN 9789186485696
  - 10 tips för att leva på din kreativitet , Roslagstext: Eringsboda 2017, ISBN 9789186485757
  - 10 sätt samarbete lyfter din kreativa karriär, Roslagstext: Eringsboda 2018, ISBN 9789186485870
- Karlsson, Thomas; Guldbrandsson Lennart (2018). Dolt förflutet. [Färjestaden]: Skoex förlag AB. ISBN 9789163981227